# Mario Monti
Mario Monti (Varese, 19 maart 1943) is een Italiaans politicus, senator voor het leven en econoom. Op 16 november 2011 werd hij de premier van het kabinet-Monti, een kabinet van technocraten. Op 21 december 2012 bood hij zijn ontslag aan. Op 28 april 2013 werd hij opgevolgd door Enrico Letta. Thans is hij the president van de prestigieuze Milaanse Bocconi-universiteit, waar hij zelf ook studeerde.

## Leven
Monti werd geboren als zoon van een Argentijn van Italiaanse afkomst, en een Italiaanse moeder. Hij studeerde aan de Bocconi Universiteit in Milaan, waar hij afstudeerde in economie en management. Vervolgens studeerde hij aan de Yale-universiteit bij James Tobin.

Van 1970 tot 1985 doceerde hij economie aan de Universiteit van Turijn. Vervolgens keerde hij terug naar de Bocconi, waar hij van 1989 tot 1994 rector was. Hij was hoogleraar in de economie tot zijn benoeming in de Europese Commissie.
Monti is lid van de denktanks Friends of Europe, Bruegel, en de Trilaterale commissie, en is deelnemer aan de Bilderbergconferenties.

## Europese Commissie
Monti, ook wel bekend als De prof was van 1994 tot 2004 Eurocommissaris, hij was binnen de Europese Commissie verantwoordelijk voor het mededingingsbeleid. Hij haalde wereldwijd het nieuws door Microsoft een boete op te leggen van 497 miljoen euro wegens het overtreden van de mededingingsregels. Op 18 november 2004 werd hij opgevolgd door de Nederlandse Neelie Kroes.

## Italiaanse politiek
Op 9 november 2011 werd Monti door president Giorgio Napolitano benoemd tot senator voor het leven. De president bracht hem daarmee in de positie om een nationaal kabinet te gaan leiden. Dit gebeurde in een heftige financiële crisis, waarin de kredietwaardigheid van Italië zo snel daalde dat de Europese Centrale Bank Italiaanse schatkistpapieren moest opkopen.
Op 13 november 2011 werd hij door president Napolitano benoemd tot formateur. Op 16 november maakte Monti aan de president zijn ministers bekend. Zijn nieuwe regering werd een zakenkabinet, waarin hij zelf premier en tot juli 2012 minister van Economie en Financiën was. Onder Monti's premierschap klom Italië langzaam omhoog uit de financiële crisis.
Op 21 december 2012 bood hij zijn ontslag aan bij president Napolitano, nadat Silvio Berlusconi zijn steun aan de regering had ingetrokken. Monti bleef de lopende zaken behartigen tot aan de 
(vervroegde) verkiezingen op 24 en 25 februari 2013.
Mario Monti boekte met zijn partij Scelta Civica een nederlaag tijdens de Italiaanse parlementsverkiezingen van 2013: hij behaalde slechts 47 van de 630 zetels in het parlement en 19 van de 315 zetels in de Senaat. Er was voor hem dan ook geen rol weggelegd bij de vorming van een nieuwe regering. In oktober 2013 kwam hij nog meer aan de zijlijn te staan. Zijn afwijzing van het financieel-economische beleid van zijn opvolger Letta werd niet gevolgd door zijn fractiegenoten, waarna Monti de door hemzelf opgerichte partij verliet. Hij vindt dat de regering te weinig hervormt en te veel geld uitgeeft.

## Privéleven
Monti is getrouwd. Het echtpaar heeft twee kinderen.
- Bibsys: 90244184
- Bibliothèque nationale de France: cb12412865m (data)
- Catàleg d'autoritats de noms i títols de Catalunya: 981058608405706706
- CiNii: DA03923207
- Gemeinsame Normdatei: 120933357
- International Standard Name Identifier: 0000 0001 0913 1531
- Library of Congress Control Number: n78046429
- Nationale Bibliotheek van Letland: 000132458
- Nationale Bibliotheek van Israël: 987007265548705171
- Nationale Bibliotheek van Polen: a0000002997744
- Nederlandse Thesaurus van Auteursnamen: 070624488
- Parlement.com: vgg51g6sguxf
- Istituto Centrale per il Catalogo Unico: RAVV080909
- SNAC: w6h002kx
- Système universitaire de documentation: 033242364
- Virtual International Authority File: 69772573
- WorldCat: E39PBJh4vRMhx6DjQ3JMcdJqwC

 Joaquín Almunia ·  Michel Barnier* ·  Jacques Barrot ·  Frits Bolkestein ·  Philippe Busquin* ·  David Byrne ·  Anna Diamandopoulou* ·  Stavros Dimas ·  Franz Fischler ·  Neil Kinnock ·  Pascal Lamy ·  Erkki Liikanen* ·  Louis Michel ·  Mario Monti ·  Poul Nielson ·  Loyola de Palacio ·  Christopher Patten ·  Romano Prodi ·  Viviane Reding ·  Olli Rehn ·  Michaele Schreyer ·  Pedro Solbes* ·  Günter Verheugen ·  António Vitorino ·  Margot Wallström 
  * afgetreden  
 
 Gastcommissarissen:  Péter Balázs ·  Joseph Borg ·  Ján Figel' ·  Dalia Grybauskaitė ·  Danuta Hübner ·  Siim Kallas ·  Sandra Kalniete ·  Markos Kyprianou ·  Janez Potočnik ·  Pavel Telička
 Martin Bangemann ·  Ritt Bjerregaard ·  Emma Bonino ·  Leon Brittan ·  Hans van den Broek ·  Édith Cresson ·  João de Deus Pinheiro ·  Franz Fischler ·  Pádraig Flynn ·  Anita Gradin ·  Neil Kinnock ·  Erkki Liikanen ·  Manuel Marín ·  Karel Van Miert ·  Mario Monti ·  Marcelino Oreja ·  Christos Papoutsis ·  Jacques Santer ·  Yves Thibault de Silguy ·  Monika Wulf-Mathies
Altiero Spinelli (1970-73) · Finn Olav Gundelach (1973-77) · Étienne Davignon (1977-81) · Karl-Heinz Narjes (1981-85) · 
 Francis Arthur Cockfield (1985-89) · Christiane Scrivener (1989-95) · Mario Monti (1995-99) · László Kovács (2004-10) · Algirdas Šemeta (2010-14) · Pierre Moscovici (2014-)
Piero Malvestiti (1958-59) · Giuseppe Caron (1959-63) · Guido Colonna di Paliano (1964-67) · Hans von der Gröben (1967-70) · Wilhelm Haferkamp (1970-73) · 
 Finn Olav Gundelach (1973-77) · Étienne Davignon (1977-81) · Karl-Heinz Narjes (1981-85) · Francis Arthur Cockfield (1985-89) · Martin Bangemann (1989-93) ·
 Raniero Vanni d'Archirafi (1993-95) · Mario Monti (1995-99) · Frits Bolkestein (1999-2004) · Charlie McCreevy (2004-10) · Michel Barnier (2010-14) · Elżbieta Bieńkowska (2014-)